# Torrijo del Campo
Torrijo del Campo (aragónul Torrillo) község Spanyolországban, Teruel tartományban. Torrijo del Campo Bañón, Rubielos de la Cérida, Monreal del Campo, Blancas és Caminreal községekkel határos. Lakosainak száma 502 fő (2024).

## Népesség
A település népessége az utóbbi években az alábbiak szerint változott:
| Lakosok száma | 559  | 552  | 579  | 566  | 506  | 509  | 447  | 455  | 482  | 502  |
|               | 2001 | 2004 | 2007 | 2009 | 2012 | 2014 | 2017 | 2019 | 2022 | 2024 |